# Deep Cuts: The Best of the Ballads
Deep Cuts: The Best of the Ballads è una raccolta del gruppo musicale statunitense Mr. Big, pubblicata il 28 novembre 2000 dalla Atlantic Records.
L'album presenta le migliori ballate del gruppo, brani inediti e alcune tracce ri-registrate con il nuovo chitarrista Richie Kotzen.

## Tracce
1. Where Are They Now? (inedito) – 4:22
2. I'll Leave It Up to You (inedito) – 3:18
3. Had Enough (nuova versione) – 5:18
4. Promise Her the Moon (nuova versione) – 4:04
5. Just Take My Heart (nuova versione) – 3:47
6. Superfantastic – 3:45
7. You Don't Have to Be Strong – 5:06
8. Anything for You – 4:37
9. Wild World – 3:29
10. Ain't Seen Love Like That – 3:32
11. Dancin' Right into the Flame – 3:01
12. The Chain – 3:45
13. Goin' Where the Wind Blows – 4:18
14. If That's What It Takes – 4:47
15. To Be with You – 3:31

## Formazione
- Eric Martin – voce
- Richie Kotzen – chitarre (tracce 1-7)
- Paul Gilbert – chitarre (tracce 8-15)
- Billy Sheehan – basso, cori
- Pat Torpey – batteria, cori